# Elefanten (film)
 For alternative betydninger, se Elefanten. (Se også artikler, som begynder med Elefanten)
Elefanten er en dansk kortfilm fra 2017 instrueret af Kerren Lumer-Klabbers.

## Handling
Magnus har fødselsdag og underholder som sædvanlig gæsterne med sine vilde historier. Alle ved, han lyver, men ingen siger noget.